# 渡邉響
渡邉 響（わたなべ ひびき、1998年8月11日 - ）は、日本の俳優。劇団CATMINT所属

## 略歴
- 2016年4月～2018年3月31日まで、ダンスボーカルグループとしてデビューを目指す育成ユニット、α‐X's（アクロス）のメンバーとして活動。
- 現在は劇団CATMINT所属し舞台で活動[2]。

## 人物
- 趣味はダンス、ボクシング、サッカー[1]。
- 第31回ジュノン・スーパーボーイ・コンテストに応募するが落選[3]

## 出演作品

### 舞台
- 劇団CATMINT
  - 劇団CATMINT 第13回公演『帰郷』（2017年12月1日 - 5日、中目黒キンケロシアター）[4]
  - 劇団CATMINT 第14回公演『にわか雨』（2018年8月23日 - 26日、中目黒キンケロシアター）[5]
  - 劇団CATMINT 第16回公演『朧にかすむ月』（2020年3月5日 - 9日、シアターモリエール）- 主演・桑原葉 役[6]
  - 劇団CATMINT 第17回公演『青い世界線Episode1～哀憐～』（2021年7月28日 - 8月1日、中目黒キンケロシアター）[7]
  - 劇団CATMINT 第18回公演『青い世界線Episode２〜Daydream〜』（2022年10月12日 - 16日、中目黒キンケロシアター）
  - 劇団CATMINT 第19回公演『ネリネの咲く頃』（2023年10月25日 - 29日、シアターグリーンBASE THEATER）[8]
  - 劇団CATMINT 第21回公演『所以 〜room for sympathy〜』（2025年6月4日 - 8日〈予定〉、赤坂RED/THEATER）[9]

- 2.5次元ダンスライブ - 七瀬望 役
  - 2.5次元ダンスライブ「ALIVESTAGE Episode 2『月花神楽』」（2019年11月8日 - 17日、ヒューリックホール東京）[10]
  - 2.5次元ダンスライブ「ALIVESTAGE Episode 3『SCHOOL REVOLUTION Hello 神さま 僕はここにいる！』」（2020年4月24日 - 5月6日、ヒューリックホール東京）※お当番 ※全公演中止
  - 2.5次元ダンスライブ「TSUKIPRO STAGE キソセカイステージ：eins『ソラヲワタルカゼ』」（2020年6月10日 - 13日、立川ステージガーデン） ※全公演中止
  - 「LUNATIC LIVE 2020 in Taiwan」（2020年6月19日 - 21日、信義劇場 Legacy Max） ※全公演中止
  - 2.5次元ダンスライブ「ALIVESTAGE Episode 3『SCHOOL REVOLUTION Hello 神さま 僕はここにいる！』」（2020年10月29日 - 11月8日、ヒューリックホール東京）※お当番[11]
  - 2.5次元ダンスライブ「TSUKIPRO STAGE  キソセカイステージ：eins『ソラヲワタルカゼ』」（2020年12月19日 - 20日、立川ステージガーデン）※声の出演 ※無観客生配信 [12]
  - 2.5次元ダンスライブ「ALIVESTAGE Episode 4『WYD』」（2021年2月4日 - 14日、ヒューリックホール東京）[13]
  - 2.5次元ダンスライブ「ALIVESTAGE Episode 5『月野百鬼夜行綺譚 天獄 -君死にたまふことなかれ-』」（2021年9月2日 - 12日、シアターGロッソ）[14]
  - 「LUNATIC LIVE 2021」（2021年9月4日 - 5日、東京ガーデンシアター）※5日のみ出演 ※全公演中止[15]
  - 2.5次元ダンスライブ「ALIVESTAGE Episode 6『Gift』」（2022年3月18日 - 27日、ヒューリックホール東京）※お当番[16]
  - 2.5次元ダンスライブ「TSUKIPRO STAGE Episode2『月野奇譚 太極伝奇 -金蘭之契-』」（2022年9月3日 - 11日、シアターGロッソ）[17] ※全公演中止[18]
  - 2.5次元ダンスライブ「ALIVESTAGE Episode7『斬心 -霖雨蒼生-』」（2023年1月20日 - 29日、ヒューリックホール東京）[19]
  - 2.5次元ダンスライブ「ALIVESTAGE Episode 8『太極伝奇の、舞台裏』」（2023年7月29日 - 8月7日、なかのZERO 大ホール）※お当番[20]
  - 2.5次元ダンスライブ「ALIVESTAGE Episode 9『オトアツメ feat.ORIGIN』」（2024年5月10日 - 19日、ヒューリックホール東京）[21]
  - 「ALIVESTAGE」＆「S.Q.S」ツキプロ合同ライブ(仮)（2024年11月20日 - 24日、東京ドームシティ シアターGロッソ）[22]
  - 「LUNATIC FES 2025 ～NOBLE FLOWERS～」（2025年3月26日 - 30日、日本青年館ホール）[23]

- 舞台『青春歌闘劇〜バトリズムステージ〜』- コウキ 役
  - 舞台『青春歌闘劇〜バトリズムステージ〜NOTICE』（2020年1月15日 - 22日、草月ホール）[24]
  - 舞台『新春歌闘劇バトリズム The LIVE』（2022年1月2日 - 3日、ヒューリックホール東京）※2日のみ出演[25]
- 舞台『弱虫ペダル』SPARE BIKE篇～Heroes!!～（2021年3月19日 - 21日、サンケイホールブリーゼ / 26日 - 28日、日本青年館ホール）※アンダースタディー
- 咲年花劇『花よ、強く美しく』（2021年5月12日 - 16日、六行会ホール）- 麻木英翠 役[26]
- 劇団TEAM-ODAC第36回本公演 『ダルマ(2021)』（2021年6月3日 - 8日、浅草花劇場）[27]
- Soft Boiled Theater
  - ［Soft Boiled Theater-2］クリエイティブユニット【ソフトボイルド】Theater-2『ミッション・イン東京物語』（2021年6月23日 - 27日、CBGKシブゲキ!!）- 逆鱗芒果 役[28]
  - ［Soft Boiled Theater-8］クリエイティブユニット【ソフトボイルド】Theater-8『戦国送球〜バトルボールズ外伝〜天上天下唯我独尊』（2022年6月22日 - 26日、シアターサンモール）- ジェイソン 役[29]
  - ［Soft Boiled Theater-13］クリエイティブユニット【ソフトボイルド】Theater-13『戦国送球〜バトルボールズ〜大阪冬の陣』（2023年3月29日 - 4月2日、シアター1010）- 爪切琢磨 役[30]
- BAlliSTA
  - BAlliSTA & RMY STAGE 合同企画 〜IMPRESSION〜vol.12 朗読劇『思い出観覧車』（2021年10月30日 - 31日、こった創作空間）[31]
  - BAlliSTA公演 IMPRESSION vol.17 短編朗読劇公演（2022年7月29日 - 31日、荻窪小劇場） ※全公演中止
  - BAlliSTA/RMY STAGE 合同企画 朗読劇『スターマイン』（2023年5月27日・28日、こった創作空間）[32]
  - 演劇バラエティイベント IMPRESSION-LIVE- vol.3（2024年2月29日 - 3月3日、こった創作空間）※29日のみ出演
- CEDAR Produce vol.8『群盗』（2021年12月18日 - 26日、赤坂RED/THEATER）- ヘルマン 役[33]
- 『Mission In B.A.C THE STAGE 2nd』（2022年2月8日 - 13日、アトリエファンファーレ東池袋）※13日のみ出演[34]
- ［Otona Project 第三十九弾］演劇ユニット【爆走おとな小学生】朗読劇『東京怪獣物語』（2022年4月22日 - 24日、アトリエファンファーレ東池袋）- 愛 役[3]
- -Urara Hinaga Produce Vol.1- 朗読劇『ネガイバナ』（2022年11月15日 - 20日、シアターグリーン BOX in BOX THEATER）- スイレン 役[35]
- 朗読劇『はじまりの一歩』（2022年12月6日、新宿アルタ KeyStudio）- 平沢忠志 役
- WaVe’S
  - WaVe’S第2回公演 舞台『恋獄プリズン』（2023年9月13日 - 17日、コフレリオ新宿シアター）- 台場俊作 役
  - WaVe’S第3回公演 舞台『不咲息子〜さかずきっず〜』（2024年3月27日 - 31日、ぽんプラザホール）- 鹿島大和 / 諸住舞人 役[36]
  - WaVe’S第4回公演 舞台『ジョダンダンジョ』（2024年6月26日 - 30日、中野テアトルBONBON）- 松風大地 役[37]
  - WaVe’S第5回公演舞台『Get Back!!2024』（2024年9月25日 - 29日、中野テアトルBONBON）- 拓海 役
  - WaVe’S第7回公演舞台『ジョダンダンジョ』（2025年4月17日 - 20日、築地ブディストホール）
- 舞台『リベンジ・ライフ』（2023年11月22日 - 26日、中野テアトルBONBON）[38] ※23日のみ出演
- あい傘プロジェクト vol.1 舞台『雨。今、君は』（2024年1月11日 - 14日、萬劇場）- 宮島純一 役
- ウルトラマンション本公演『くもらない約束』（2024年9月4日 - 8日、中野テアトルBONBON）
- 舞台『バッドエンド目前のヒロインに転生した私、今世では恋愛するつもりがチートな兄が離してくれません!?』（2024年12月11日 - 15日、CBGKシブゲキ!!）- ヴィリー・マクラウド 役[39]
- NonoNote. 第2回公演『トリオ』（2024年12月18日 - 22日、下北沢 シアター711）※22日のみ出演
- 劇団オモテナシ『令和7年 春』（2025年5月8日 - 11日、CBGKシブゲキ!!）[40]

### 映画
- 劇場版SOARA2『I will. -君が未来を歩くとき-』（2021年10月29日公開）- 渡辺ヒロ 役[41]

### テレビ番組
- IVESTA TV（2020年4月29日 - 5月20日、TOKYO MX・BS日テレ）
- プロステTV（2022年1月5日 - 3月16日、TOKYO MX・BS日テレ、#1 - #3）

### WEB番組
- Mission in B.A.C（2019年9月17日、11月23日、2020年5月19日、2021年9月28日、2023年2月18日、LINE LIVE）
- ツキプロチャンネルあおぞらスペシャル！48時間生配信（2020年11月8日、YouTube・ニコニコ生放送）
- ツキプロチャンネル48時間生配信2021（2021年11月6日・7日、YouTube・ニコニコ生放送）
- ツキプロチャンネル48時間生配信2022（2022年11月5日・6日、YouTube・ニコニコ生放送）※5日のみ出演[42]
- ツキプロチャンネル48時間マジカルTV（2023年11月3日・4日、YouTube・ニコニコ生放送）※4日のみ出演[43]

### イベント
- BirthDayイベント 『〜ほりたりんぐ〜』 (2019年11月23日) ※ゲスト
- 渡邉響『初のファンミーティング配信』 (2020年6月6日、Zoom)
- 劇団CATMINTイベント『はたして響は友佑先輩に23歳の誕生日を祝ってもらえるのか？！』 (2021年7月31日、中目黒キンケロシアター)[44]
- 『ムービックステージオンリーショップ2022』オンライントークイベント（2022年7月23日）[45]
- 植田慎一郎 29th Birthday Event（2022年10月1日、シアター代官山）※ゲスト[46]
- 秋葉友佑ファンミーティング『ふぁんみ！！』（2022年12月17日、パティア神保町店）※ゲスト
- RMY STAGE『summer festival』-夏だ！祭りだ！夏祭りイベント-（2023年7月1日・2日、こった創作空間）
- MIULAnDA主催 『東西ドリームマッチ2023 SUMMER〜織姫と彦星に会いたくて〜』（2023年7月8日、大塚ドリームシアター）
- 渡邉響25歳バースデーイベント『響の四半世紀誕生祭！』（2023年8月26日、SOOO dramatic!）
- AMENOイベント『俺が初めてスパイだと疑われた日』Ep.01（2023年9月30日、代々木ミューズホール）
- 舞台『雨。今、君は』前夜祭イベント（2024年1月10日、萬劇場）
- バラエティイベント SunBAlli vol.2（2023年11月25日、こった創作空間）
- 2.5次元ダンスライブ「ALIVESTAGE Episode 7『斬心 -霖雨蒼生-』」発売記念イベント（2023年11月26日、animate hall BLACK）
- 恋獄プリズンDVDリリースイベント（2024年1月21日、代々木ミューズホール）
- 演劇バラエティイベント IMPRESSION-LIVE- vol.3（2024年2月29日 - 3月3日、こった創作空間）※29日のみ出演
- 秋葉友佑ファンイベント『ふぁんみ！×８』（2024年3月3日、SOOO dramatic!）※ゲスト
- 2.5次元ダンスライブ「ALIVESTAGE Episode 8『太極伝奇の、舞台裏』」発売記念イベント（2024年3月20日、animate hall BLACK）
- 葉山昴 39th birthday EVENT 『さんきゅ〜スバル39！』（2024年7月6日、Route Theater）
- ボードゲームシアターvol.3（2024年7月13日、秋葉原ハンドレッド2）
- 舞台「不咲息子～さかずきっず～IN福岡」DVDリリースイベント（2024年7月20日、ステージカフェ下北沢亭）
- 渡邉響バースデーイベント『26歳の法則。』（2024年8月25日、大塚ドリームシアター）
- 『6-B Fes』（2024年9月14日、K-STAGE O!）
- 植田慎一郎 Birthday Event（2024年10月6日、恵比寿・エコー劇場）
- 2.5次元ダンスライブ「ALIVESTAGE Episode 9『オトアツメ feat.ORIGIN』」発売記念イベント（2025年1月11日、animate hall BLACK）
- 秋葉友佑ファンミーティング 『Talk YU Live＃３』（2025年1月13日、SOOO dramatic！）

### その他
- オンライン謎解きゲーム2.5 次元ダンスライブALIVESTAGE『空森学園七不思議のナゾをとけ!!』（2020年11月13日 - 29日、Zoom）

## 楽曲

### シャキーン!ミュージック
- 「卒業～ここからはるかへ～」（2022年、ハモリパート）

## CD

### 『イブステ』シリーズ関連
| 発売日   | 商品名 | キャスト | 歌                                                 |
| 2019年   | 2019年 | 2019年 | 2019年                                             |
| -------- | --- | --- | -------------------------------------------------- |
| 11月29日 | 2.5次元ダンスライブ「ALIVESTAGE Episode 2『月花神楽』」主題歌                                                 | SOARA: 大原空 役：堀田竜成、在原守人 役：石渡真修、神楽坂宗司 役：吉田知央、宗像廉 役：植田慎一郎、七瀬望 役：渡邉響 Growth: 衛藤昂輝 役：塩澤英真、八重樫剣介 役：石川翔、桜庭涼太 役：三谷怜央、藤村衛 役：岩佐祐樹 | 『月花神楽』                                       |
| 11月29日 | 2.5次元ダンスライブ「ALIVESTAGE Episode 2『月花神楽』」～青藍の章～ 挿入歌                                    | SOARA: 大原空 役：堀田竜成、在原守人 役：石渡真修、神楽坂宗司 役：吉田知央、宗像廉 役：植田慎一郎、七瀬望 役：渡邉響                                                                                                  | 『青藍の空へと』                                   |
| 2020年   | | |                                                    |
| 5月29日  | 2.5次元ダンスライブ「ALIVESTAGE Episode 3『SCHOOL REVOLUTION Hello 神さま 僕はここにいる！』」主題歌          | SOARA: 大原空 役：堀田竜成、在原守人 役：石渡真修、神楽坂宗司 役：吉田知央、宗像廉 役：植田慎一郎、七瀬望 役：渡邉響 Growth: 衛藤昂輝 役：塩澤英真、八重樫剣介 役：石川翔、桜庭涼太 役：三谷怜央、藤村衛 役：岩佐祐樹 | 『SCHOOL REVOLUTION Hello 神さま 僕はここにいる!』 |
| 5月29日  | 2.5次元ダンスライブ「ALIVESTAGE Episode 3『SCHOOL REVOLUTION Hello 神さま 僕はここにいる！』」Ver.BLUE 劇中歌 | SOARA: 大原空 役：堀田竜成、在原守人 役：石渡真修、神楽坂宗司 役：吉田知央、宗像廉 役：植田慎一郎、七瀬望 役：渡邉響                                                                                                  | 『青春宣誓』                                       |
| 2021年   | | |                                                    |
| 2月26日  | 2.5次元ダンスライブ「ALIVESTAGE Episode 4 『WYD』」主題歌                                                     | SOARA: 大原空 役：堀田竜成、在原守人 役：石渡真修、神楽坂宗司 役：吉田知央、宗像廉 役：植田慎一郎、七瀬望 役：渡邉響 Growth: 衛藤昂輝 役：塩澤英真、八重樫剣介 役：石川翔、桜庭涼太 役：橘りょう、藤村衛 役：岩佐祐樹 | 『WYD』                                            |
| 2月26日  | 2.5次元ダンスライブ「ALIVESTAGE Episode 4 『WYD』」Ver.BLUE 劇中歌                                            | SOARA: 大原空 役：堀田竜成、在原守人 役：石渡真修、神楽坂宗司 役：吉田知央、宗像廉 役：植田慎一郎、七瀬望 役：渡邉響                                                                                                  | 『BUZZER BEATER -ver.WYD-』                        |
| 10月8日  | 2.5次元ダンスライブ「ALIVESTAGE Episode 5 『月野百鬼夜行綺譚 天獄 -君死にたまふことなかれ-』」主題歌          | SOARA: 大原空 役：堀田竜成、在原守人 役：石渡真修、神楽坂宗司 役：吉田知央、宗像廉 役：植田慎一郎、七瀬望 役：渡邉響 Growth: 衛藤昂輝 役：塩澤英真、八重樫剣介 役：石川翔、桜庭涼太 役：橘りょう、藤村衛 役：岩佐祐樹 | 『万古詠唱』                                       |
| 2022年   | | |                                                    |
| 4月1日   | 2.5次元ダンスライブ「ALIVESTAGE Episode 6『Gift』」主題歌                                                     | SOARA: 大原空 役：堀田竜成、在原守人 役：石渡真修、神楽坂宗司 役：吉田知央、宗像廉 役：植田慎一郎、七瀬望 役：渡邉響 Growth: 衛藤昂輝 役：塩澤英真、八重樫剣介 役：石川翔、桜庭涼太 役：橘りょう、藤村衛 役：岩佐祐樹 | 『Gift For The Music』                             |
| 2023年   | | |                                                    |
| 2月17日  | 2.5次元ダンスライブ「ALIVESTAGE Episode 7『斬心 -霖雨蒼生-』」主題歌                                          | SOARA: 大原空 役：堀田竜成、在原守人 役：影山達也、神楽坂宗司 役：吉田知央、宗像廉 役：植田慎一郎、七瀬望 役：渡邉響 Growth: 衛藤昂輝 役：塩澤英真、八重樫剣介 役：石川翔、桜庭涼太 役：田中尚輝、藤村衛 役：岩佐祐樹 | 『斬心-無形ノ八重-』                               |
| 9月29日  | 2.5次元ダンスライブ「ALIVESTAGE Episode 8『太極伝奇の、舞台裏』」主題歌                                       | SOARA: 大原空 役：堀田竜成、在原守人 役：影山達也、神楽坂宗司 役：吉田知央、宗像廉 役：植田慎一郎、七瀬望 役：渡邉響 Growth: 衛藤昂輝 役：塩澤英真、八重樫剣介 役：石川翔、桜庭涼太 役：田中尚輝、藤村衛 役：岩佐祐樹 | 『太極伝奇～約束～』                               |
| 2024年   | | |                                                    |
| 7月26日  | 2.5次元ダンスライブ「ALIVESTAGE Episode 9『オトアツメ feat.ORIGIN』」主題歌                                   | SOARA: 大原空 役：堀田竜成、在原守人 役：影山達也、神楽坂宗司 役：吉田知央、宗像廉 役：植田慎一郎、七瀬望 役：渡邉響 Growth: 衛藤昂輝 役：塩澤英真、八重樫剣介 役：石川翔、桜庭涼太 役：田中尚輝、藤村衛 役：岩佐祐樹 | 『ORIGIN -芽生えの詩-』                            |